# Чикалин, Алексей Александрович
Алексей Александрович Чикалин (род. 24 октября 1974, Челябинск) — советский, российский хоккеист, защитник. Мастер спорта России.

## Биография
Воспитанник ДЮСШ «Трактор», тренеры В. Е. Соколов, В. М. Перегудов. Играл за команды «Мечел» Челябинск (1991/92, 1993/94, 1999/2000 — 2003/04, 2009/10 — 2010/11), «Трактор» Челябинск (1992/93 — 1998/99, 204/05 — 2005/06), «Таганай» Златоуст (1993/94), «УралАЗ» Миасс (1994/95), «Надежда» Челябинск (1994/95), «Трактор-2» (1998/99, 2005/06), «Казахмыс» Сатпаев (Казахстан, 2006/07), «Спутник» Нижний Тагил (2007/08), «Сокол» Красноярск (2011/12).
Бронзовый призёр молодёжного чемпионата мира 1994.
Тренер в командах «Красноярские рыси» (2012/13 — 2014/15), «Южный Урал-Металлург» Орск (2015/16; с 30 ноября по 26 декабря — исполняющий обязанности главного тренера), «Белые медведи» Челябинск (2016/17, 2018/19), «Трактор» (2017/18, 2019/20 — 1 декабря 2022), АКМ (c 2023).